# Ducato di Gaeta

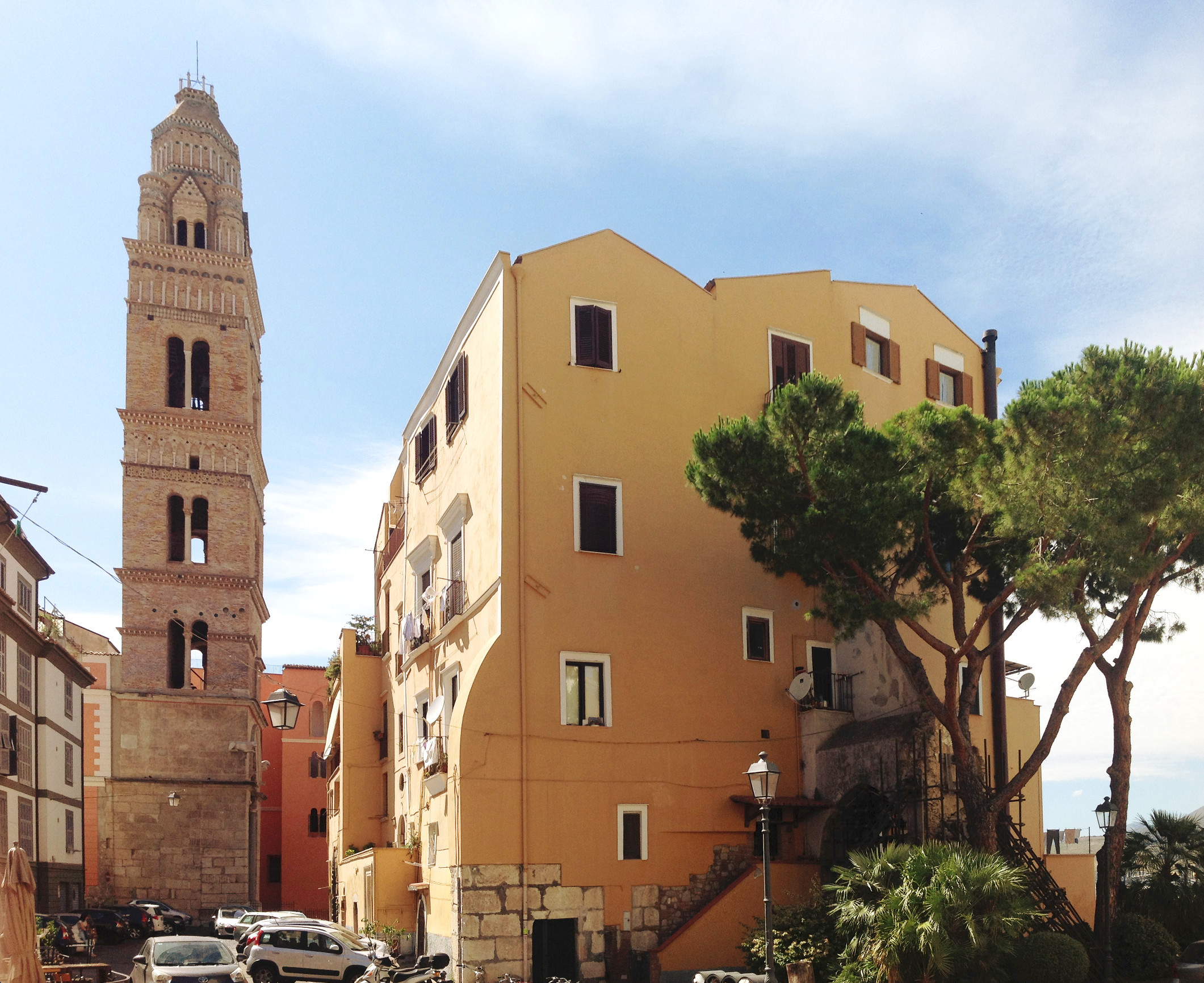
L'attuale piazza Cavallo (antico foro) con, sullo sfondo, il campanile della cattedrale, edificato nel 1148-1279.

Il ducato di Gaeta è stato una piccola repubblica marinara nata nel IX secolo e annessa al regno di Sicilia nel 1140 che aveva come capitale la città di Gaeta.

## Le origini

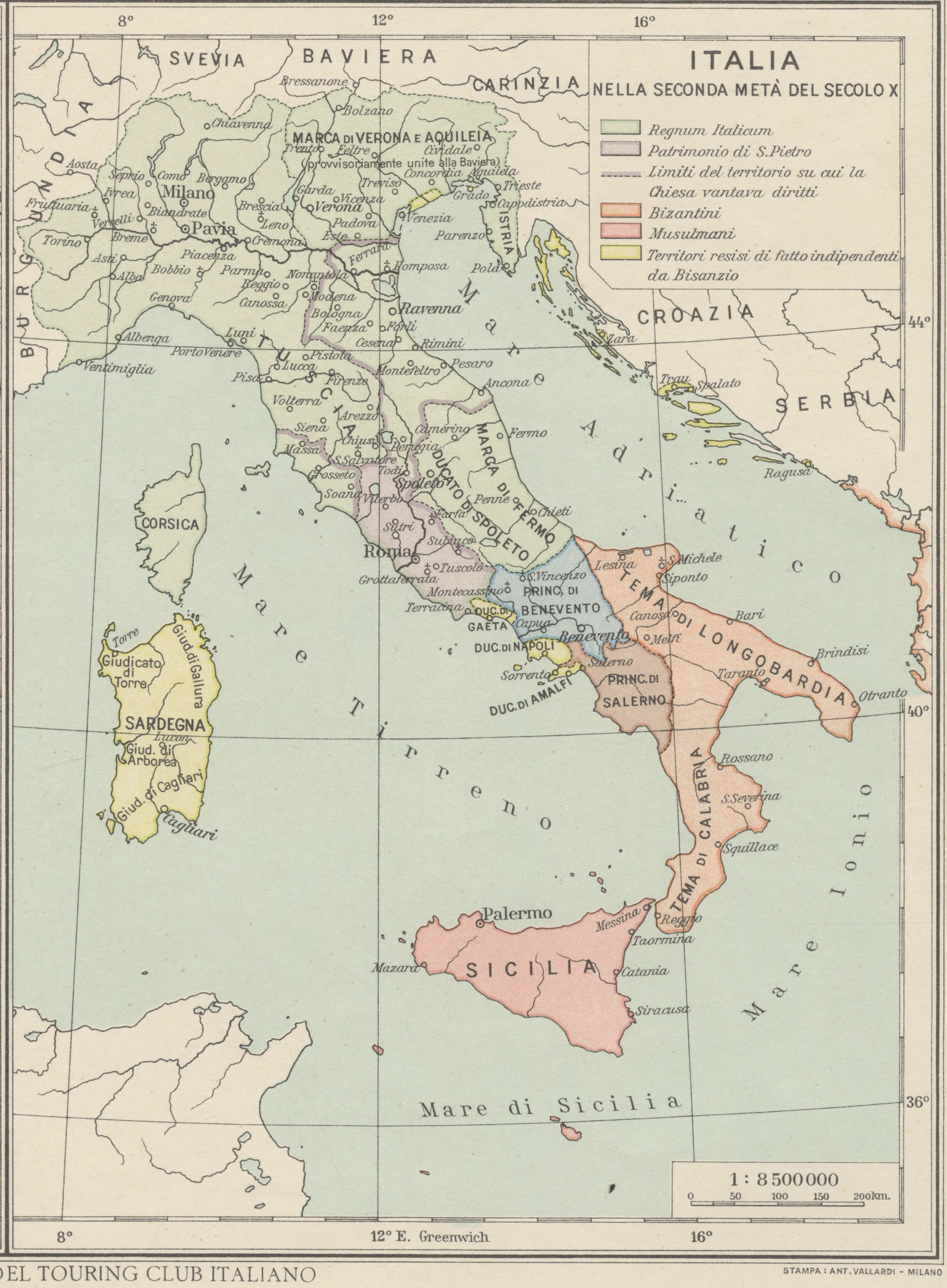
Mappa d'Italia nella seconda metà del X secolo

Nacque nei primi anni del IX secolo come una comunità locale; iniziò, poi, a crescere come potentato autonomo bizantino, in lotta con Longobardi e Saraceni fino ad acquisire una completa autonomia dall'Impero Romano d'Oriente.
Le origini del ducato di Gaeta sono da ricercare nella complessa situazione politica dell'area: piccolo agglomerato di pescatori nel IV e V secolo d.C., Gaeta si sviluppò grazie ai primi gruppi di fuggiaschi che, a seguito della guerra greco-gotica (535-553) e della conquista longobarda del Mezzogiorno (570), abbandonarono le località costiere romane di Formia e, secondariamente, Minturno, per cercare riparo sul promontorio di Gaeta, generando il castrum Caietanum. Questa ubicazione garantiva una maggiore protezione, consentendo al tempo stesso collegamenti migliori, via mare, con Roma, Napoli e Costantinopoli.
Dal VI secolo il castrum crebbe demograficamente mentre si spopolavano le città romane. L'origine del ducato si ebbe nei primi decenni del IX secolo, quando la città acquisì l'autonomia da Costantinopoli, alla quale si era legata a seguito del tentativo papale di annetterla nei propri domini. Pur dipendendo dal potere centrale, la lontananza della capitale Bizantina permetteva un'indipendenza di fatto. I Longobardi inizialmente non interferirono, lasciando libera dalla loro sovranità parte della costa compresa tra i monti Aurunci, il fiume Garigliano e il mar Tirreno.
Il IX secolo determinò l'inizio della documentazione su Gaeta, parte del cui territorio costituiva uno dei grandi patrimoni fondiari della Chiesa, governato da un rector che lo amministrava nell'interesse del papato. La fonte principale per la storia di Gaeta, durante il periodo ducale, è costituita dal Codex diplomaticus Caietanus, una pubblicazione che raccoglie i documenti relativi a Gaeta e al territorio circostante.
Il titolo di ipato, attestato nel IX secolo in riferimento ai signori di Gaeta, aveva origine bizantina e corrispondeva al latino consul. Nel 778, Gaeta fu quartiere generale da cui il patrizio di Sicilia diresse la campagna contro i Saraceni che tentavano di occupare la Campania. Già nell'810 si ebbe la formazione di una flotta gaetana. Nelle carte Gaeta era citata come castrum fino all'867, indi aumentò la sua importanza tanto da essere denominata civitas. A Formia venne realizzata una domusculta da papa Zaccaria per arginare l'espansionismo gaetano. Il patrimonio gaetano fu rinominato Patrimonium Traiectanum, e il rettore si pose nel castrum Leopolis.

## La repubblica marinara di Gaeta

### Inizio della dinastia greca
Il primo console di Gaeta riconosciuto "de facto", Costantino di Gaeta, fu inizialmente vassallo bizantino di Andrea II di Napoli, insieme al padre, il conte Anatolio. Con l'acquisizione di una sempre più marcata autonomia, Costantino, con suo figlio Marino I associato al governo, difese la città dagli attacchi dei pirati saraceni ed eresse fortificazioni, costruendo mura e castelli. Nell'849 si adoperò fattivamente per la costituzione della Lega Campana, protagonista della leggendaria battaglia di Ostia per la difesa di Roma.
Fu proprio con Costantino e con il duca Marino I che Gaeta iniziò a legiferare e a battere una propria moneta, coniando il “follaro”; ciò mostrava che la città godeva di una indipendenza di fatto. Iniziò così il periodo della repubblica marinara di Gaeta, che durò sino al 1140, quando il ducato fu compreso nel regno di Sicilia. Il concetto di repubblica marinara non è antico, ma nacque con la storiografia ottocentesca, che indicò con tale nome le città che godevano di un'indipendenza di fatto (come Amalfi e Gaeta) - a volte poi trasformata in indipendenza anche giuridica - e che basavano la propria libertà sulla navigazione e sul commercio mediterraneo.

### L'ascesa dei Docibilidi
Costantino di Gaeta venne rimosso, con ogni probabilità violentemente, da Docibile I, che istituì una dinastia e confermò l'indipendenza di fatto di Gaeta. 

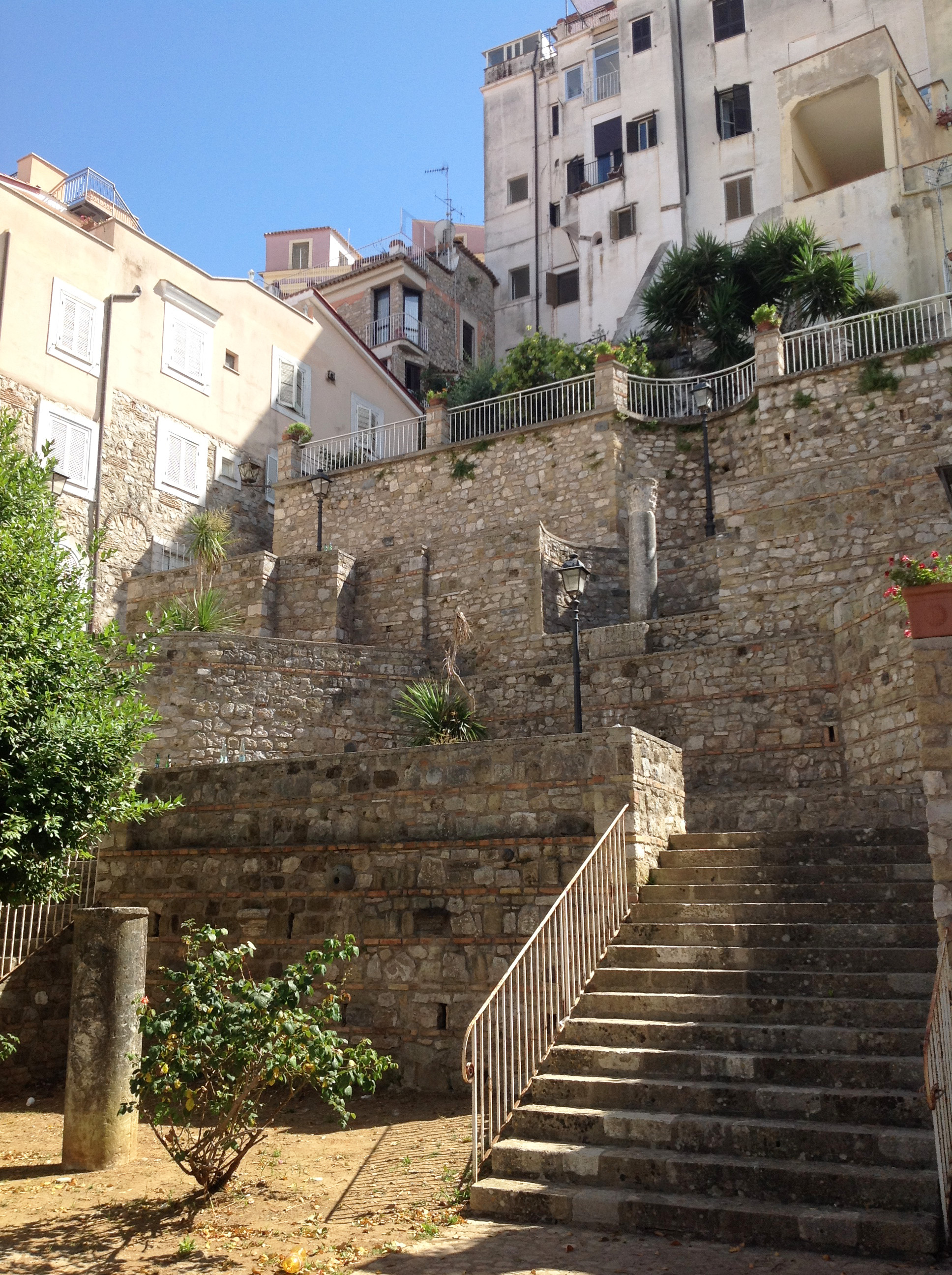
L'area su cui sorgeva il palazzo di Docibile I e i suoi resti, lungo l'attuale via Rosmini.

La dinastia dei Docibilidi si impegnò per far progredire Gaeta mediante opere e alleanze. Unì le forze con i suoi vicini cristiani e con il papa contro i pirati musulmani. Ostentò un imponente palazzo e accrebbe il prestigio e la ricchezza della città. I Docibilidi resero Gaeta indipendente da Napoli e respinsero con una politica risoluta le stesse mire espansionistiche del Papato verso il Ducato.
Indicativa in tal senso l'azione politica e militare messa in atto con estrema decisione da Docibile I di Gaeta allorquando, nell'880, papa Giovanni VIII, fautore di una vigorosa politica anti-saracena, gli revocò la sua concessione di Traetto (patrimonium della Chiesa), per assegnarla a Pandenolfo di Capua. Pandenolfo, forte del nuovo territorio, lanciò attacchi verso i territori del ducato gaetano; per ritorsione, Docibile scatenò contro il territorio papale di Fondi truppe saracene provenienti da Agropoli, lasciandole stabilire nei pressi di Itri. Il papa accettò così di restituire Traetto a Docibile. La sigla di questo accordo scatenò un attacco saraceno a Gaeta stessa, in cui molti Gaetani furono uccisi. Dopo un accordo di pace, i Saraceni eressero un insediamento fortificato, ribāṭ, sulla foce del fiume Garigliano nel patrimonium Traiectum. I Saraceni da tale campo base divennero una spina nel fianco per il Papato, per la Terra di San Benedetto, per Gaeta e Capua.

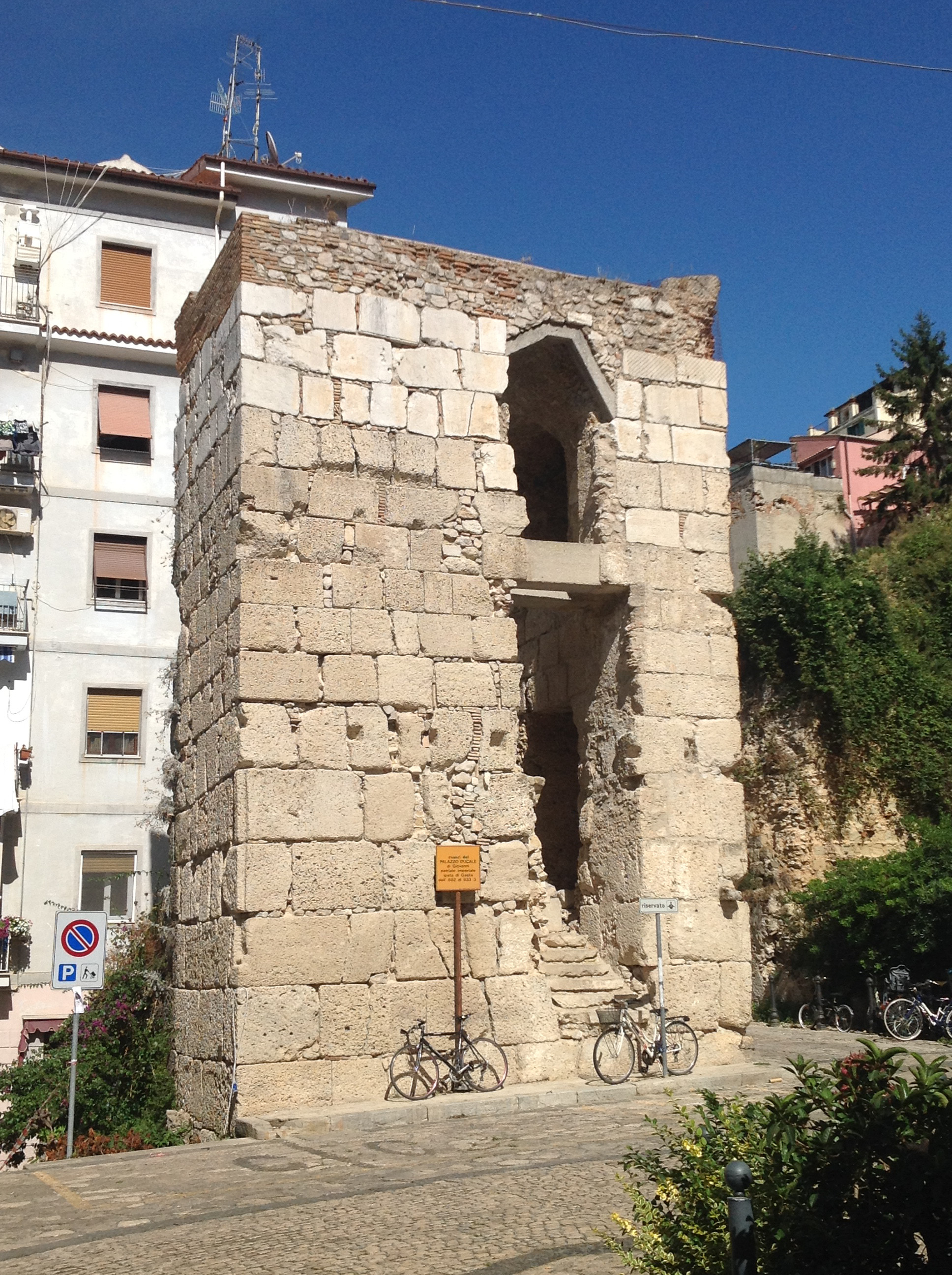
Resti della torre del palazzo di Giovanni I, nell'attuale piazza Commestibili.

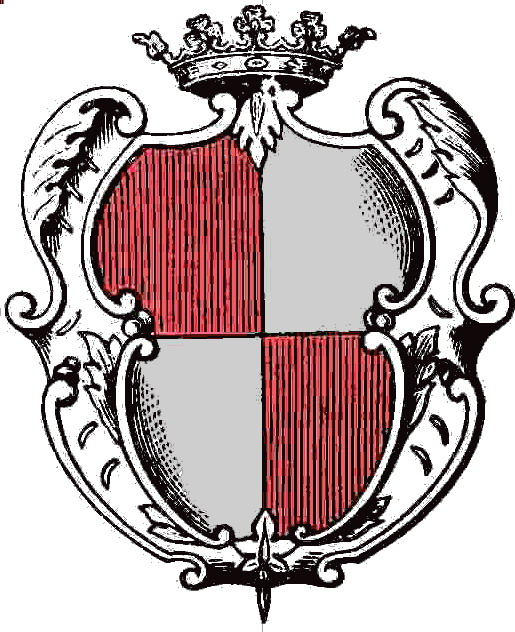
Lo stemma del Comune di Gaeta, che alcuni fanno discendere da quello del Ducato di Gaeta

In questo particolare contesto storico Giovanni I di Gaeta e suo figlio Docibile II, guidati anch'essi dall'intento di preservare l'indipendenza del ducato, parteciparono nel 915 a una nuova Lega Cristiana in funzione anti-saracena, formata dal papa e da altri principi del Sud Italia, sia longobardi che bizantini. Proprio allora il papa Giovanni X, confermò ai signori di Gaeta la concessione del Patrimonium Traiectanum e della Terra et civitas Fundana. Rispose all'appello del papa anche il marchese del Friuli Berengario, a quel tempo re d'Italia e lo stesso Impero romano d'Oriente, il quale contribuì inviando un forte contingente sotto lo strategos di Bari Niccolò Picingli; papa Giovanni X in persona guidava le sue truppe provenienti dal Lazio e dalla Toscana.
Dopo diverse sconfitte subite nel Lazio settentrionale e centrale, i musulmani si ritirarono a Traetto, la loro roccaforte principale sul Garigliano. L'assedio, meglio conosciuto come la storica battaglia del Garigliano, iniziò nel giugno 915. L'esercito della Lega Cristiana, al comando di papa Giovanni X e di Alberico, marchese di Camerino e duca di Spoleto, scese verso il Garigliano accampandosi sulla riva destra del fiume, stringendo i Saraceni (il cui capo pare rispondesse al nome di Alliku) in una tenaglia, mentre la flotta bizantina di Niccolò Picingli, fiancheggiata dalle navi di Napoli, di Gaeta e di Roma, sbarrava inesorabilmente la strada del mare.
La battaglia durò oltre tre mesi fino alla vittoria della Lega Cristiana. Il covo dei Saraceni, rovina di tanta parte d'Italia, era definitivamente distrutto e la penisola italica compresa Roma era salva dal pericolo dell'invasione.
I Saraceni furono quindi definitivamente espulsi dal Lazio e dalla Campania, anche se le scorrerie navali continuarono per oltre un secolo.

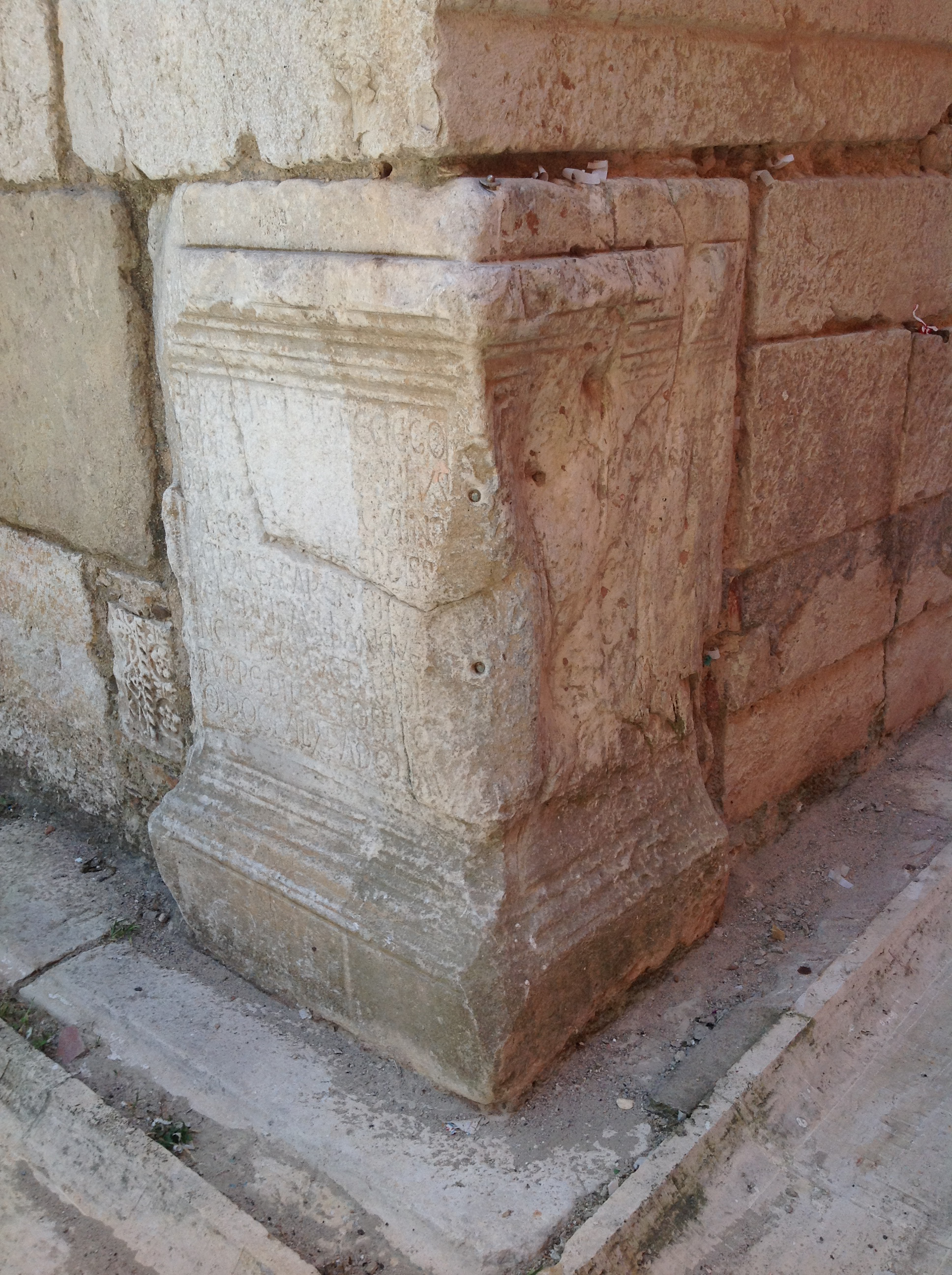
Cippo a forma di ara proveniente dal terreno circostante la turris Garilliani, edificata da Giovanni I sulla riva sinistra del Garigliano dopo la vittoriosa battaglia del 915 contro i saraceni, riutilizzato come pietra angolare del basamento del campanile della cattedrale.

Gaeta nominalmente rimase territorio bizantino fino alla metà del X secolo. A seguito della sua partecipazione alla battaglia del Garigliano, Giovanni I di Gaeta poté disporre di un dominio che da Fondi giungeva sino al Garigliano e ricevere il titolo di patricius da Bisanzio, che concesse alla sua famiglia il rango ducale.
Docibile II (morto nel 954) fu il primo che si poté fregiare, dal 933, della dignità di dux. Lo stesso Docibile però suddivise il territorio nominando il suo secondogenito Marino duca di Fondi (post 933 - ante 945). La nascita del Ducato di Fondi fu il primo passo verso il frazionamento del territorio ducale che indebolì il potere della famiglia. Al termine del processo d'incastellamento (secc. X-XI) il ducato di Gaeta comprendeva nove castra: Campello, Castro Argento (presso Minturno), Le Fratte, Itri, Maranola, Sperlonga, Spigno, Suio e Vetera (oggi del tutto scomparso) e le città di Gaeta e Traetto.

### Il declino dei Docibilidi
Nel 962, Gaeta si sottomise a Pandolfo Testadiferro, il longobardo principe di Capua. Nel 976, il ducato divenne vassallo di Ottone II di Sassonia e del Papa, così la sua sottomissione passò dall'Impero d'Oriente a quello d'Occidente.
Gaeta diminuì in importanza tra il X e l'XI secolo. Nel 1012, una difficile successione l'indebolì ulteriormente: Giovanni IV morì, lasciando un figlio Giovanni V, avuto con la moglie Sichelgaita, sorella di Sergio IV di Napoli. Giovanni V, sua nonna Emilia e i suoi zii Leone I e Leone II entrarono in conflitto per il potere. La situazione si risolse nel 1025 quando Giovanni V, riparatosi nel frattempo da Sergio di Napoli, riprese il controllo del ducato con l'aiuto dei Normanni. Questo irritò Pandolfo IV di Capua che dichiarò guerra e conquistò Gaeta nel 1032.
La dinastia dei Docibili non avrebbe mai più recuperato il territorio.

### Dinastia longobarda
Gaeta venne conquistata dai longobardi nel 1032. Nel 1038, Pandolfo di Capua, divenuto Pandolfo I di Gaeta, venne deposto da Guaimario IV di Salerno. Guaimario non regnò personalmente sul ducato per molto tempo, lasciando il potere al mercenario normanno Rainulfo Drengot. Alla morte di Rainulfo, tuttavia, i gaetani scelsero come duca il longobardo Atenolfo, conte di Aquino.
Sotto Atenolfo e suo figlio, Atenolfo II, Gaeta rimase praticamente indipendente, ma Riccardo I, principe di Capua e suo figlio Giordano ne presero possesso nel 1058 e di nuovo nel 1062. Nel 1064, i longobardi furono espulsi e fu inaugurata la dinastia normanna: Guglielmo di Montreuil, prese il suo posto e sposò la vedova del longobardo Atenolfo I, Maria, figlia di Pandolfo I.
Il ruolo politico femminile nel ducato di Gaeta è stato significativo.

### Dinastia normanna
La dinastia normanna comprese vari duchi provenienti da famiglie di rilievo locale, soprattutto normanne, fino al 1140.
All'inizio del XIII sec. a Gaeta si era istituito un regime di tipo comunale, con uno iudex e alcuni consules di nomina annuale, che, pur rispettando l'autorità del duca normanno, deteneva per intero il controllo sulla politica interna ed estera.
Dal 1067 o 1068 al 1091, il potere fu tenuto dalla casata Ridello, a partire da Goffredo Ridello. Nel 1103, Guglielmo di Blosseville conquistò la città. Due anni più tardi il ducato venne sottomesso da Riccardo II della stirpe normanna dei dell'Aquila.
Nel 1140 Gaeta fu annessa al regno di Sicilia alla morte di Riccardo III che lasciò i suoi possedimenti al re Ruggero II.

## Governanti di Gaeta (839-1140)

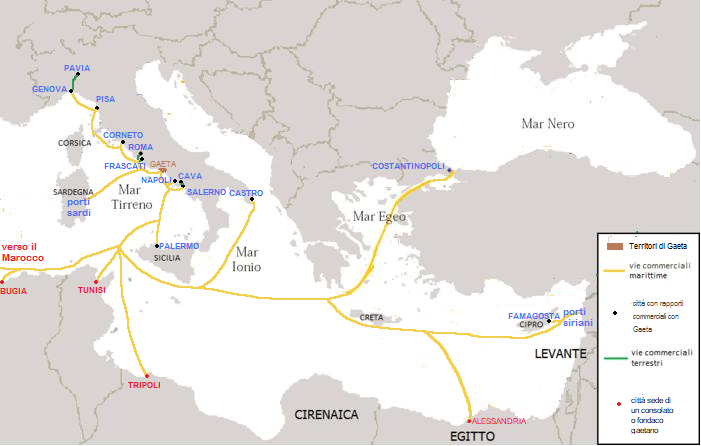
Espansione del ducato di Gaeta

## Commerci
All'epoca del suo massimo splendore, la repubblica di Gaeta intratteneva commerci con le più importanti città italiane, le navi arrivavano fino a Costantinopoli e in Siria e aveva numerosi consolati in Barberia (attuali Libia, Tunisia, Algeria e Marocco). Dopo la fine dell'indipendenza continuò a commerciare olio e grano con Roma, la Sicilia e la Sardegna.

## Arte
Tratto caratterizzante dell'arte gaetana nel periodo del ducato fu la commistione di elementi di tradizioni artistiche diverse, principalmente bizantini, islamici e romanici.